# Wizz Air

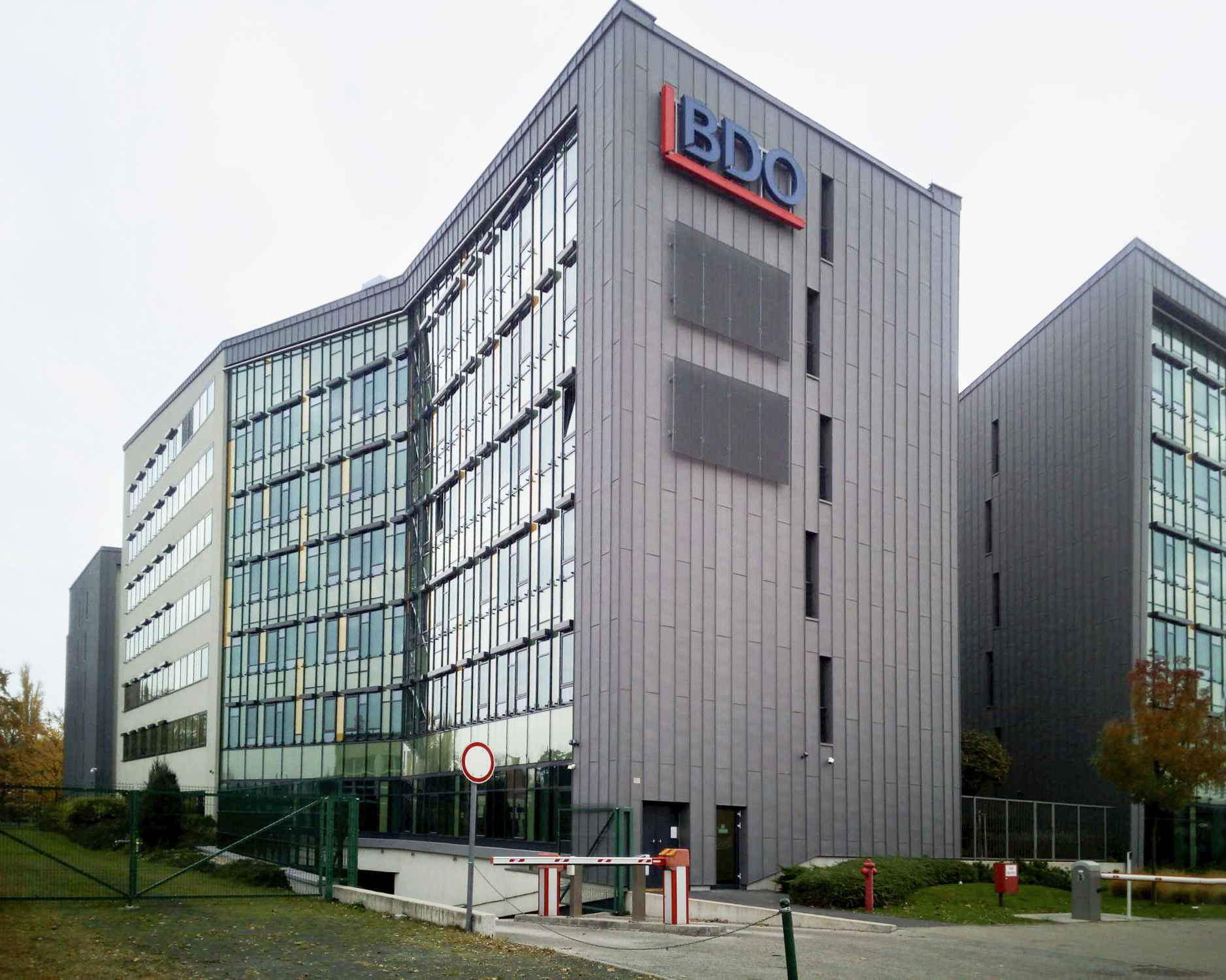
Laurus Offices Building B, head office of Wizz Air

Wizz Air (Wizz Air Hungary Ltd) är ett ungerskt lågprisflygbolag med fokus på Central- och Sydösteuropa .

## Historia
Flygbolaget grundades i september 2003. Den största ägaren är Indigo Partners, ett amerikanskt bolag specialiserat på investeringar i transportbranschen. Den första flygningen genomfördes den 19 maj 2004 i Katowice, 19 dagar efter att Polen och Ungern blivit medlemmar i Europeiska unionen och dess förmånliga regler för luftfart. Flygbolaget transporterade 250 000 passagerare under de första tre och en halv månaderna, nästan 1,4 miljoner passagerare under det första året och hittills har 10 miljoner passagerare rest med bolaget. Under år 2007 hade Wizz Air 2,8 miljoner passagerare på sina polska rutter. Under år 2009 hade Wizz Air 7,8 miljoner passagerare, 30 procent fler än året innan.
Flygbolagets VD och styrelseordförande är József Váradi, tidigare VD för Malev Hungarian Airlines. Företaget är registrerat i provinsen Pest i Ungern och har dotterbolag i Ukraina.
Efter att Ungerns nationella flygbolag, Malév, ställde in alla flygningar på grund av finansiella svårigheter den 4 februari 2012, blev det bland annat Wizz Air som tog över en del av linjenätet. Flygbolaget lovade att utöka trafiken med 66 procent.
Sedan 2013 har Wizz Air öppnat flyglinjer utanför Europa. Bland annat till Istanbul, Tel Aviv, Baku och Dubai, huvudsakligen från Budapest-Ferenc Liszts internationella flygplats. Efter ett års flygningar ställde man in avgångarna till Baku, men meddelade 2015 att de skall återupptas igen 27 mars 2016.

## Baser

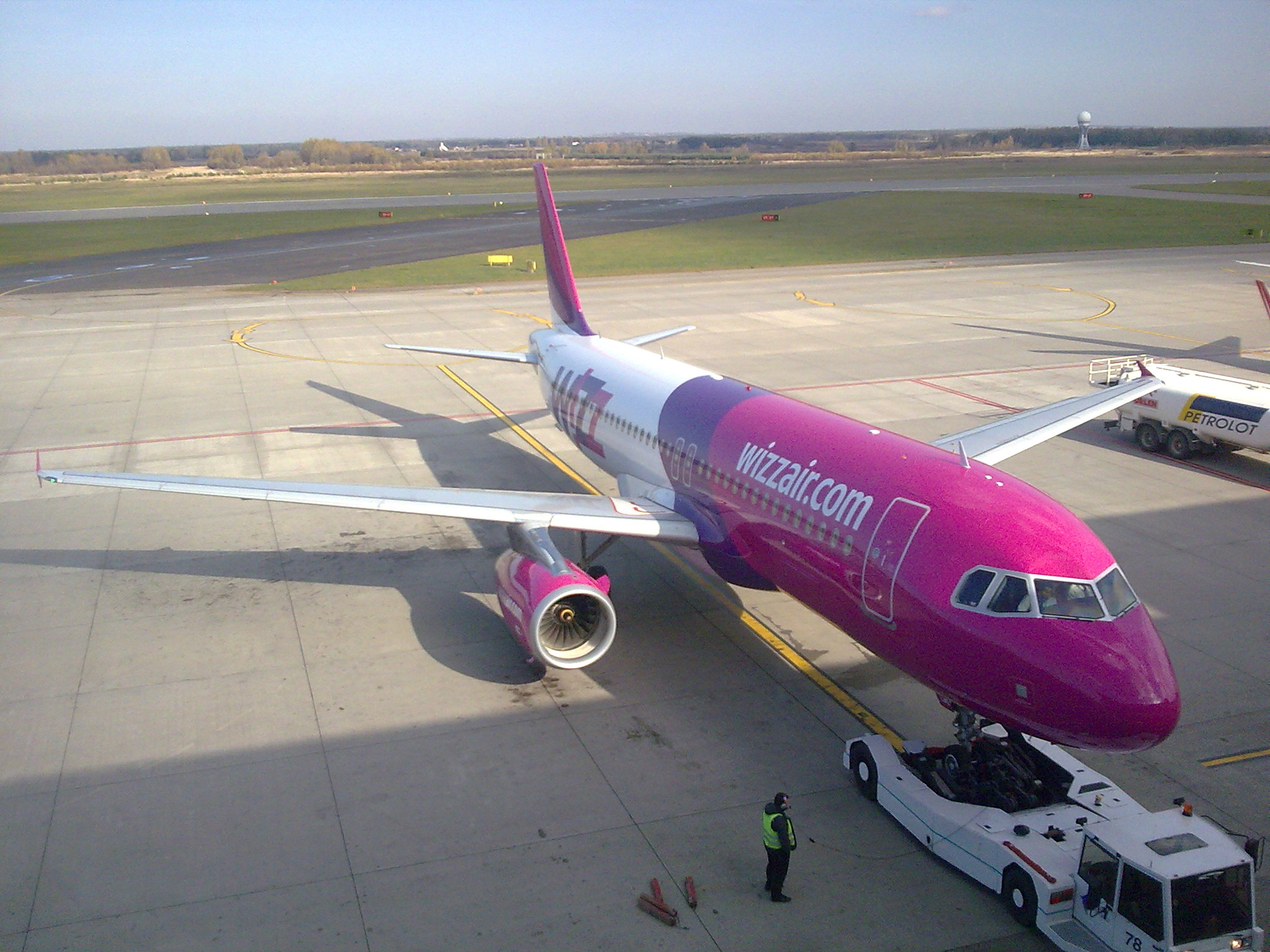
Airbus A320 Wizz Air (Katowice-Pyrzowices flygplats)

Wizz Air fokuserar på central- och östeuropeiska marknaden och har idag 16 baser i 9 olika länder. Wizz Air har sedan sommaren 2013 baser på följande flygplatser :

### Bulgarien
- Sofia Airport

### Lettland
- Rigas internationella flygplats

### Litauen
- Vilnius internationella flygplats

### Nordmakedonien
- Skopjes internationella flygplats

### Polen
- Gdańsk-Lech Wałęsas flygplats
- Poznań-Ławicas flygplats
- Katowice-Pyrzowices flygplats
- Warszawa-Frédéric Chopins flygplats
- Wrocław-Copernicus flygplats

### Rumänien
- Henri Coandă International Airport, Bukarest
- Cluj-Napocas internationella flygplats
- Timişoara Traian Vuia flygplats

### Serbien
- Belgrad Nikola Tesla flygplats

- Nis Airport

### Tjeckien
- Prag-Václav Havels flygplats

### Ukraina (flygs avWizz Air Ukraine)
- Kiev Zjuljany flygplats

### Ungern
- Budapest-Ferenc Liszts internationella flygplats

## Destinationer

Wizz Airs destinationer

### Sverige
I Sverige trafikerar Wizz Air flygplatserna Göteborg-Landvetter, Malmö-Sturup, Stockholm-Skavsta och Växjö Airport. Rutterna som trafikeras är främst till central- och östeuropeiska länder.

#### Göteborg-Landvetter flygplats
- Belgrad, Serbien
- Budapest, Ungern
- Gdańsk, Polen
- Skopje, Nordmakedonien
- Tuzla, Bosnien Hercegovina
- Warszawa, Polen

#### Malmö-Sturup flygplats
- Belgrad, Serbien
- Budapest, Ungern
- Bukarest, Rumänien
- Bydgoszcz, Polen (tidigare)
- Cluj-Napoca, Rumänien
- Gdańsk, Polen
- Katowice, Polen
- Niš, Serbien
- Poznań, Polen
- Skopje, Nordmakedonien
- Sofia, Bulgarien (tidigare)
- Tuzla, Bosnien Hercegovina
- Vilnius, Litauen (tidigare)
- Warszawa, Polen

#### Stockholm-Skavsta flygplats
- Belgrad, Serbien
- Budapest, Ungern
- Bukarest, Rumänien
- Bydgoszcz, Polen (tidigare)
- Gdańsk, Polen
- Katowice, Polen
- Lublin, Polen (tidigare)
- Poznań, Polen
- Skopje, Nordmakedonien
- Tuzla, Bosnien Hercegovina
- Vilnius, Litauen
- Warszawa, Polen
- Wien, Österrike

#### Växjö Airport
- Skopje, Nordmakedonien
- Tuzla, Bosnien och Hercegovina
- Belgrad, Serbien

## Flotta

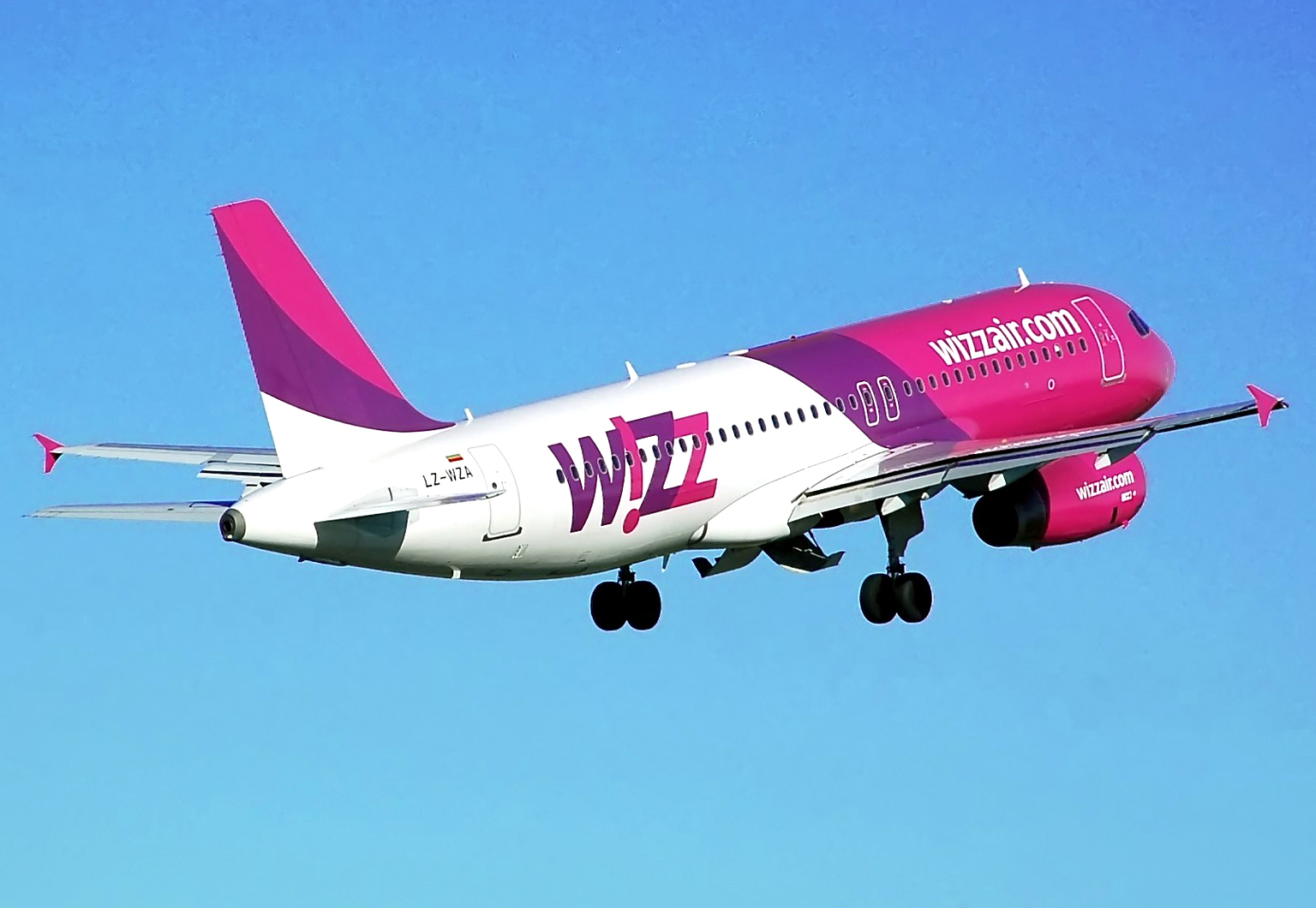
En av bolagets Airbus A320-200

Från 31 januari 2017 har Wizz Air följande plan i sin flotta: 

### Wizz Air Hungary
| Flygplanstyp    | Antal i trafik     | Beställningar | Passagerarkapacitet | Kommentarer                                                                            |  |
| --------------- | ------------------ | ------------- | ------------------- | -------------------------------------------------------------------------------------- |  |
| Airbus A320-200 | 63 (+ 1 avskriven) | 8             | 180                 | HA-LWM blev avskriven efter en nödlandning på Rom-Fiumicinos flygplats den 8 juni 2013 |  |
| Airbus A321-200 | 14                 | 17            | 230                 |                                                                                        |  |
| Airbus A321neo  | -                  | 110           | -                   | Leverans 2019-2024                                                                     |  |
| Totalt          | 77                 | 135           |                     |                                                                                        |  |